# Barenburger Sportverein Kickers Emden e.V.
BSV Kickers Emden é uma agremiação esportiva, fundada a 24 de março de 1946, e sediada em Emden, na Baixa Saxônia. Atualmente disputa a Fußball-Oberliga Niedersachsen, equivalente ao quinto nível do futebol no país.

## História
Iniciou as atividades futebolísticas, em 1928 como seção do Emder Turnverein, sociedade de ginástica nascida, em 1861, enquanto a sociedade verdadeira e própria só veio a tona a 24 de março de 1946.
Em 1949, foi promovido à Amateuroberliga Niedersachsen-West, naquele tempo uma chave da segunda divisão. O clube foi o vencedor do grupo ao final da temporada 1950-1951 e avançou aos play-offs para a promoção à Oberliga Nord (I), mas acabou perdendo a vaga. Até 1963, ano da criação da Bundesliga, a agremiação disputou campeonatos medíocres e, em 1964 acabou caindo para a Verbansliga Niedersachen-Nord (IV). Conquistou, contudo, a promoção à Amateurliga Niedersachsen (III), em 1970, mas retornou à quarta série após três anos.
Entre 1975 e 1983 o Emden jogou em campeonatos posicionados sob o quarto nível. Alcançou a Verbandsliga Niedersachsen (IV), em 1983, mas voltou à quinta divisão três temporadas depois. Em 1988, foi novamente promovido à quarta divisão, e após ter vencido o campeonato, passou em 1991 à Amateuroberliga Nord (III).
Na temporada 1992-1993, o Kickers participou pela primeira vez à Copa da Alemanha mas foi derrotado com facilidade por 5 a 1 pelo Saarbrücken, naquele tempo militante da Bundesliga. O clube depois teve a possibilidade de participar da Copa da Alemanha em outras ocasiões, depois de vencer a Copa da Baixa Saxônia, em 1996 e em 2000, ainda se em ambas as participações fosse eliminado na primeira fase da disputa. Em 1996-1997, foi derrotado pelo 3 a 1 pelo Fortuna Dusseldorf, time que participava da Bundesliga. Já em 2000-2001 foi derrotado por 1 a 0 pelo Mainz, equipe da 2. Bundesliga.
O primeiro lugar conquistado na temporada 1993-1994 na Amateuroberliga Nord e a sucessiva eliminação no play-off, válido pela promoção, pode ser considerado o melhor resultado recentemente alcançado pela equipe. O clube continuou a atuar em nível competitivo também na nova Regionalliga, mas um décimo-quinto lugar no fim da temporada 1998-1999 o fez retroceder à quarta divisão. O time ainda jogou na Oberliga Niedersachsen/Bremen (IV) por cinco anos, tentando a promoção em 2000 e 2003, ocasiões em que perdeu os play-offs respectivamente para Lüneburger SK e VfR Neumünster.
Em 2005, o Emden terminou a nova Oberliga Nord (IV) em primeiro lugar e foi promovido à Regionalliga Nord. Graças ao nono posto obtido na Regionalliga 2007-2008, se qualificou à terceira divisão.
Depois de uma temporada de sucesso 2008-2009 no terceiro módulo, terminando em sexto lugar, o clube decidiu se retirar do campeonato por razões financeiras. Ao invés de disputar a Regionalliga Nord, o decidiu entrar na Oberliga Niedersachsen para 2009-2010, também por razões de ordem financeira.

## Cronologia recente
| Temporada | Divisão                            | Posição                                           |
| 1999–2000 | Oberliga Niedersachsen/Bremen (IV) | 1° (não promovido por mudança de sistema na liga) |
| 2000–01   | Oberliga Niedersachsen/Bremen      | 2°                                                |
| 2001–02   | Oberliga Niedersachsen/Bremen      | 8°                                                |
| 2002–03   | Oberliga Niedersachsen/Bremen      | 6°                                                |
| 2003–04   | Oberliga Niedersachsen/Bremen      | 1° (perde a promoção no playoff)                  |
| 2004–05   | Oberliga Nord (IV)                 | 1° (promovido)                                    |
| 2005–06   | Regionalliga Nord (III)            | 9°                                                |
| 2006–07   | Regionalliga Nord                  | 4°                                                |
| 2007–08   | Regionalliga Nord                  | 9°                                                |
| 2008–09   | 3° Liga (III)                      | 6° (desistência)                                  |
| 2009–10   | Oberliga Niedersachsen-West (V)    | 5°                                                |
| 2010–11   | Oberliga Niedersachsen (V)         |                                                   |